# Tapeinosperma amieuense
Tapeinosperma amieuense är en viveväxtart som beskrevs av Maurice Schmid. Tapeinosperma amieuense ingår i släktet Tapeinosperma och familjen viveväxter. Inga underarter finns listade i Catalogue of Life.